# Marly-sous-Issy
Marly-sous-Issy település Franciaországban, Saône-et-Loire megyében. Lakosainak száma 82 fő (2022. január 1.). Marly-sous-Issy Tazilly, Luzy, Cressy-sur-Somme, Grury és Issy-l’Évêque községekkel határos.

## Népesség
A település népességének változása:
| Lakosok száma | 85   | 89   | 90   | 88   | 88   | 87   | 85   | 83   | 82   |
|               | 2013 | 2015 | 2016 | 2017 | 2018 | 2019 | 2020 | 2021 | 2022 |